# Förderstedt
Förderstedt ist ein Ortsteil der Stadt Staßfurt im Salzlandkreis (Sachsen-Anhalt).

## Geografie

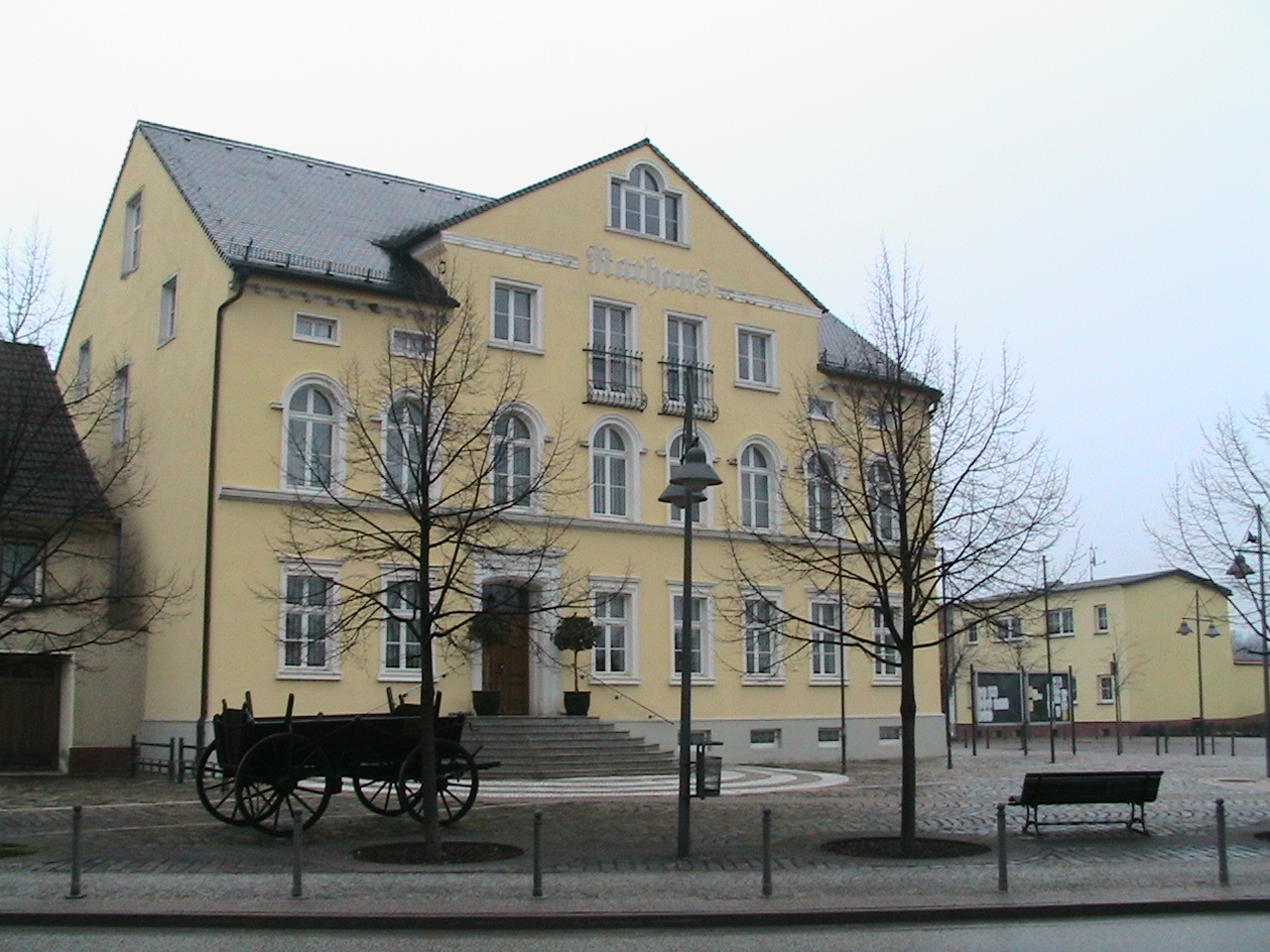
Gemeindeverwaltung von Förderstedt

Der Ortsteil liegt im Zentrum von Sachsen-Anhalt am südöstlichen Rand der Magdeburger Börde auf einer mittleren Höhe von 78 m über dem Meeresspiegel. Das Umland besteht aus landwirtschaftlichen Flächen, südlich des Ortes verläuft der Marbegraben, der nach neun Kilometern in westlicher Richtung in die Bode mündet. Fünf Kilometer westlich beginnt die Egelner-Staßfurter Mulde, ein ehemaliges Braunkohlefördergebiet. Der ehemalige Gemeindebezirk vor den Eingemeindungen von 2004 ist etwa 20 km² groß. Die unmittelbaren Nachbargemeinden sind Atzendorf im Nordwesten, Glöthe im Nordosten und Üllnitz in Osten. Der Stadtkern von Staßfurt liegt sechs Kilometer entfernt.

## Geschichte
Förderstedt wird erstmals in einer Urkunde von 1226 als Verderekstede erwähnt, als der Magdeburger Burggraf den Ort zugunsten des Domkapitels Magdeburg an den Magdeburger Erzbischof abtrat. Archäologische Funde beweisen, dass die Gegend bereits 3000 vor Christus besiedelt war. Die mittelalterliche Bebauung begann nördlich der heutigen Einmündung der Landesstraße 63 in die B 71 und umfasste zunächst die drei Straßen Kleine Straße, Große Straße und Bobie. Umgeben wurde der Ort von einer Ringmauer mit Türmen und zwei Toren, dem Kleinen Tor im Osten und dem Großen Tor im Westen. Infolge der Reformation übte ab 1541 das Kurfürstentum Brandenburg die Landesherrschaft aus. Bis 1806 wurde Förderstedt administrativ vom Holzkreis I verwaltet. 1626 wurde der Ort von der Pest heimgesucht, 1727 kam es zu einer großen Feuersbrunst. Nach Fertigstellung der Befestigung der Straße von Magdeburg nach Halle im Jahr 1796 fand Förderstedt Anschluss an die Großstädte im Norden und Süden. Während der französischen Besetzung Preußens gehörte Förderstedt von 1807 bis 1813 zum Königreich Westphalen des Napoleon-Bruders Jérôme Bonaparte und kam unter die Verwaltung des Kantons Staßfurt. Als nach der Vertreibung Nepoleons Preußen 1816 eine Kreisgebietsreform durchgeführte, kam Förderstedt zum Kreis Calbe.
Mitte des 19. Jahrhunderts machte sich die fortschreitende Industrialisierung Deutschlands auch in Förderstedt bemerkbar. Westlich des Ortes begann der Abbau von Braunkohle. Die Braunkohlengebiete 1857 wurden von der Bahnstrecke Schönebeck-Staßfurt mit einem Bahnhof in Förderstedt erschlossen, von wo aus ab 1892 eine Nebenstrecke nach Etgersleben abzweigte. Der Intensivierung der Kalksteingewinnung folgte 1886 die Errichtung eines Kalkwerkes. 1880 hatte der Ort 2368 Einwohner, deren Zahl sich bis 1925 auf 3237 erhöhte. Durch das Abtragen der alten Befestigungsanlagen wurde Platz für weitere Ansiedlungen geschaffen.
Nach dem Ende des Zweiten Weltkriegs lag Förderstedt zunächst im Bereich des von amerikanischen Truppen besetzten Gebietes, ab 1. Juli 1945 lag der Ort in der Sowjetischen Besatzungszone, aus der sich 1949 die DDR entwickelte. Infolge der DDR-Gebietsreform von 1950 kam Förderstedt in den Landkreis Staßfurt. In den Folgejahren wurde die Landwirtschaft in Landwirtschaftlichen Produktionsgenossenschaften (LPG) kollektiviert, 1962 der Braunkohleabbau eingestellt. Im selben Jahr schloss sich die LPG Förderstedt mit den Betrieben in Atzendorf und Löderburg zur Groß-LPG „Sieg des Sozialismus“ zusammen. Die Einwohnerzahl war gegenüber der Vorkriegszeit konstant geblieben und betrug 1964 3284. Nach der politischen Wende von 1989 hatte Förderstedt zunächst die Schließung des Kalkwerkes im Jahre 1992 zu verkraften. Andererseits wurde die Infrastruktur, zum Beispiel durch die grundhafte Erneuerung zahlreicher Straßen, verbessert. Für den Eigenheimbau wurde das 45.000 m² große Wohngebiet „Hinter den Gärten“ erschlossen. Mit der Kreisreform von 1994 wurde Förderstedt in den Landkreis Schönebeck eingegliedert. Zu diesem Zeitpunkt hatte das Dorf nur noch etwa 2000 Einwohner. Durch die Eingemeindung der Nachbarorte Atzendorf und Löbnitz im Jahr 2004 erhöhte sich die Einwohnerzahl wieder auf 3918, nach den Eingemeindungen von Brumby und Glöthe im Jahr 2006 auf 5814. Nach einer weiteren Kreisreform 2007 gelangte der Ort in den neu gebildeten Salzlandkreis. Am 1. Januar 2009 verlor Förderstedt durch die Eingemeindung nach Staßfurt seine Eigenständigkeit. In Förderstedt gibt es eine Grund- sowie eine Sekundarschule.

## Religionen
Die Kirche St. Petri gehört zum Pfarrbereich Förderstedt im Kirchenkreis Egeln der Evangelischen Kirche in Mitteldeutschland.
Die 1938/39 erbaute katholische Kirche St. Theresia vom Kinde Jesu, benannt nach der heiligen Therese von Lisieux, wurde 2011 profaniert, an privat verkauft und zu einer Wohnung umgebaut.

## Wappen und Flagge
Das Wappen von Förderstedt stellt den Heiligen Mauritius dar, wie er bereits im mittelalterlichen Gerichtssiegel enthalten war. Er weist auf die Verbindung des Ortes zum Domkapitel Magdeburg hin, ebenso wie die Farben des Schildes Rot und Silber. Hammer und Schlägel erinnern an die Bergbautradition.
Förderstedts Flagge ist weiß (silber) und rot gestreift mit aufgelegtem Gemeindewappen.

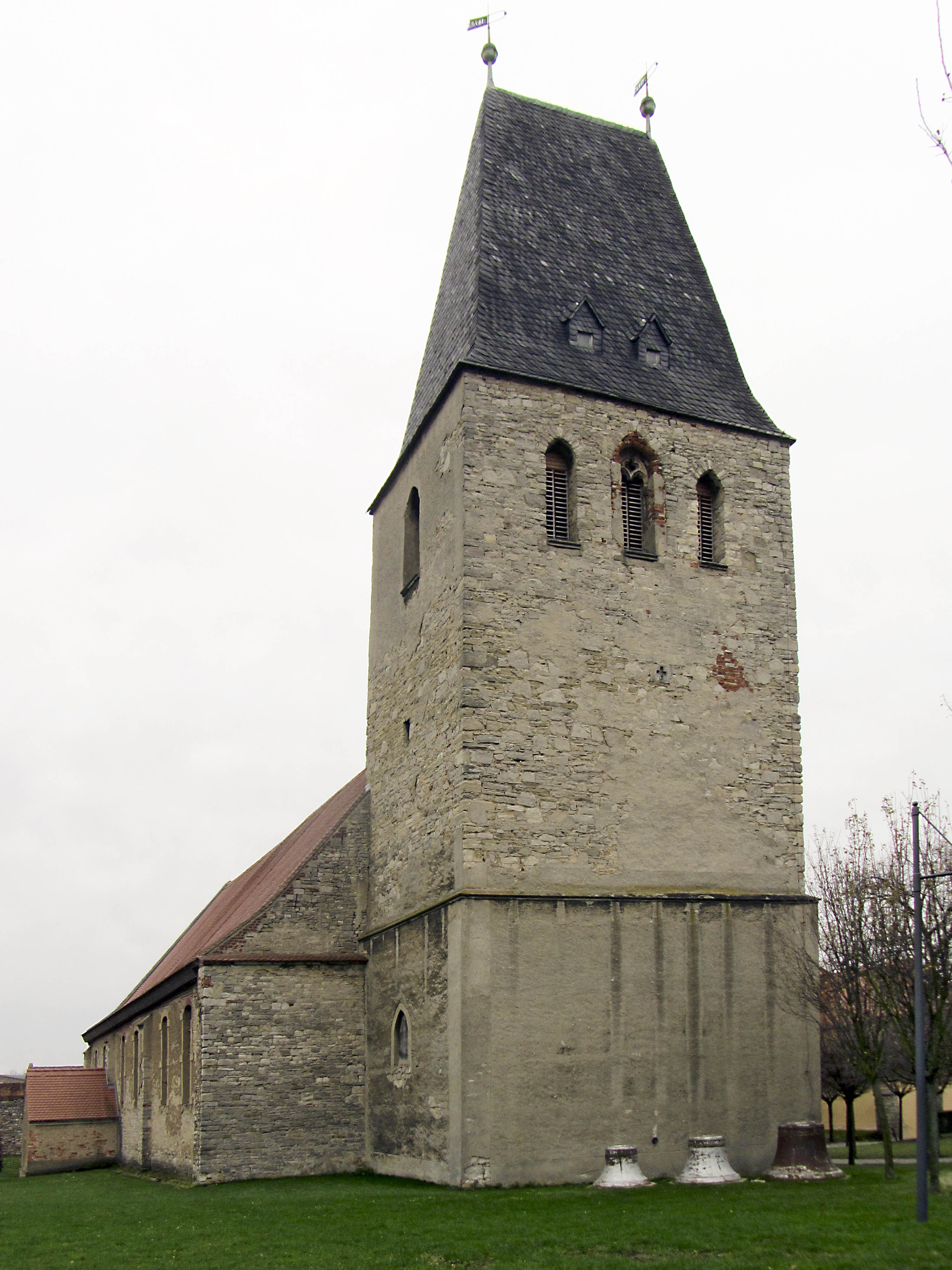
Sankt-Petri-Kirche Förderstedt

## Sehenswürdigkeiten
- Im nördlichen Bereich Förderstedts befindet sich die 1720 erbaute evangelische Kirche St. Petri mit einem noch teilweise romanischen Turm.
- Auf dem Friedhof liegen drei Gräber von sowjetischen Kriegsgefangenen, außerdem steht dort das Grabmal einer Einwohnerin, die im KZ Ravensbrück ums Leben kam.

## Verkehr
Der Stadtkern von Staßfurt ist über die Landesstraße L72 zu erreichen. Die Landesstraße L50 führt durch Förderstedt. Der nächste Autobahnanschluss Calbe zur A 14 ist vier Kilometer entfernt und über die L63 erreichbar.
Der Haltepunkt Förderstedt liegt an der Bahnstrecke Schönebeck–Güsten. Hier halten Regionalexpress RE10 (Magdeburg – Erfurt) und Regionalbahn RB41 (Magdeburg – Aschersleben).

## Persönlichkeiten
- Franz Brüninghaus (1870–1951), der Konteradmiral der Kaiserlichen deutschen Marine, Schiffskommandant, Dezernent im Reichsmarineamt sowie Verwaltungschef von Kiautschou verstarb am 11. Oktober 1951 in dem heutigen Ortsteil der Stadt Staßfurt
- Karl Beth (1872–1959), Theologe und Philosoph
- Gerd Jaeger (1927–2019), Bildhauer und Maler
- Peter Köhler (* 1963), Fußballspieler beim 1. FC Magdeburg